# فولر آلبرایت
فولر آلبرایت (انگلیسی: Fuller Albright؛ ۱۲ ژانویه ۱۹۰۰ – ۸ دسامبر ۱۹۶۹) پزشک متخصص غدد درون‌ریز و متابولیسم اهل ایالات متحده آمریکا بود که کمک‌های زیادی به پیشبرد حوزه تخصصی خود، به ویژه در زمینه متابولیسم کلسیم کرد. آلبرایت در درک اختلالات مرتبط با ناهنجاری‌های کلسیم و فسفات در بدن گام‌های علمی بزرگی برداشت و مشارکت‌های ارزنده‌ای در پژوهش‌های این حوزه داشت. او همچنین مؤلف چند کتاب علمی بود و در کتاب‌های خود به جزئیات یافته‌های خود پرداخت.
آلبرایت در سن ۱۷ سالگی به کالج هاروارد رفت و ظرف سه سال مدرک کارشناسی خود را گرفت و سپس به دانشکده پزشکی هاروارد رفت. او در آغاز به پزشکی زایمان و ارتوپدی علاقمند بود، اما با کشف انسولین، به پزشکی داخلی و به‌خصوص مطالعهٔ متابولیسم روی آورد. پس از گذراندن دوران کارورزی در بیمارستان عمومی ماساچوست، به یک دورهٔ پژوهشی یک‌ساله زیر نظر جوزف چارلز آب در زمینهٔ متابولیسم کلسیم و مسمومیت با سرب پیوست. او سرانجام دستیار تخصصی وارفیلد تئوبالد لانگسکوپ در بیمارستان جانز هاپکینز و دانشکده پزشکی دانشگاه جانز هاپکینز در بالتیمور شد و در آنجا با دوستش جان ایگر هاوارد آزمایش‌های متعددی را اغلب بدون اِشراف به اهمیت‌شان انجام داد. آلبرایت سپس یک سال را در وین با پاتولوژیست اتریشی یاکوب اردهایم گذراند. او پس از بازگشت به بیمارستان عمومی ماساچوست یک گروه پژوهشی غدد درون‌ریز و متابولیسم بنیان نهاد. آلبرایت اکتشافات فراوانی در پزشکی داشت. نام خانوادگی او نام‌بخشِ استئودیستروفی ارثی آلبرایت، نشانگان مک‌کین–آلبرایت و سندرم لایت‌وود–آلبرایت است. او همچنین انواع هایپرپلازی مادرزادی آدرنال را مشخص کرد. آلبرایت از سال ۱۹۴۱ عضو فرهنگستان هنر و علوم آمریکا و از سال ۱۹۵۵ عضو آکادمی ملی علوم بود. او همچنین در سال ۱۹۴۷ برندهٔ جایزهٔ مرک اند کو. در حوزهٔ غدد درون‌ریز و متابولیسم شد و انجمن پزشکی آمریکا «جایزهٔ جوزف گلدبرگر» را در سال ۱۹۵۱ به او اهدا کرد. فولر آلبرایت پس از یک دورهٔ طولانی از ابتلا به بیماری پارکینسون و تحمل عوارض جراحی آن، در ۸ دسامبر ۱۹۶۹ درگذشت.